# Nova Gorica Sports Park
El Nova Gorica Sports Park (Športni park Nova Gorica) es un estadio multiusos ubicado en la ciudad de Nova Gorica, Eslovenia. Fue inaugurado en 1964 y cuenta con capacidad máxima de 3100 asientos. El recinto sirve como sede al club ND Gorica de la Primera Liga de Eslovenia.
En su última remodelación, en 2007, se le doto de iluminación artificial de última generación y una pista de atletismo, además de cumplir con los requisitos de la UEFA para la realización de partidos internacionales.
La Selección de fútbol de Eslovenia ha disputado dos partidos internacionales amistosos en este estadio, el 12 de febrero de 2003 su rival fue la Selección de Suiza con la que cayó derrotada 1–5, y el 6 de febrero de 2008 cayó ante la Selección de Dinamarca por 1–2.